# 細鋸九棘鱸
細鋸九棘鱸，為輻鰭魚綱鱸形目鱸亞目鮨科的其中一種，分布於西太平洋區，包括安達曼海、暹羅灣、澳洲、菲律賓、印尼、新喀里多尼亞、所羅門群島、巴布亞紐幾內亞等海域，棲息深度可達30公尺，體長可達25公分，棲息在珊瑚礁區，為底棲性魚類，屬肉食性，可做為食用魚。

## 擴展閱讀
維基物種上的相關：細鋸九棘鱸